# Oecetis brevidentata
Oecetis brevidentata là một loài Trichoptera trong họ Leptoceridae. Chúng phân bố ở miền Australasia.